# المجلة الوطنية الاشتراكية النسائية
المجلة الوطنية الاشتراكية النسائية هي مجلة أنشأتها الرابطة الوطنية للمرأة الاشتراكية، حيث اعتُبرت المجلة الوحيدة المعتمدة من أجل أخبار المرأة أثناء فترة حكم الحزب النازي بألمانيا. قامت المجلة بأدوار دعائية، لا سيما دعم دور ربة البيت والأم على سبيل المثال.

## التاريخ والملف الشخصي
تم نشر المجلة الوطنية الاشتراكية النسائية لأول مرة في عام 1934. كانت المجلة تُنشر كل أسبوعين حيث كان يُنشر بها مقالات حول مجموعة واسعة من المواضيع التي تهم النساء وتضمنت أنماط الخياطة.
تضمنت مقالات المجلة مواضيع مثل دور المرأة في الدولة النازية، ومحاولات نشر النازية في بولندا، وتعليم الشباب، وأهمية اللعب للأطفال، وادعاءات أن بريطانيا العظمى كانت مسؤولة عن الحرب، والتهديد البلشفي بالحاجة إلى إبادة النظام السوفياتي. كما دافعت المجلة عن مناهضة الفكر، وأبرزت إنجازات المرأة الاشتراكية الوطنية وكيف أن النظام استفاد من الإناث، وناقشت حفلات الزفاف. نشرت المجلة شِعر الأطفال كشكل من أشكال الخلود. كما حثت النساء في وقت الحرب على إنجاب الأطفال للانضمام إلى الجيش، ولبذل جهود أكبر في الحرب الشاملة. أظهر غلاف المجلة لشهر أبريل عام 1940 امرأة فلاحة تحرث أمام أحد المصانع، وتواجه وجه الجندي في الأفق. وصفت المجلة قصص النساء اللاتي عملن كممرضات أثناء الحرب، على الرغم من أن مثل تلك الروايات كانت تُنشر بشكل رئيسي كوسيلة للدعاية المناهضة للبلاشفة.
كانت المجلة نسائية في الغالب على الرغم من احتوائها على الدعاية. يتناقض هذا بشكل حاد مع مجلة الفتاة الألمانية، التي تركز على المرأة الألمانية القوية والنشطة. [18] بلغ تداول المجلة في عام 1939 1.9 مليون نسخة. توقفت المجلة عن النشر في عام 1945.
تمتلك جامعة هايدلبرغ أعداد المجلة بين عامي 1941 و1945.

## روابط خارجية
- The NS Frauen Warte
- A digital archive of the magazine from 1935/36 and from 1941-45